# Bauspar-Museum
Das Bauspar-Museum ist ein 1996 eröffnetes Museum über das Bausparwesen. Es befindet sich im Georg-Kropp-Haus in der Haller Straße 3 in Wüstenrot im Landkreis Heilbronn. In dem Museum sind in sieben Räumen Gegenstände und Dokumente über die Gründung der Wüstenrot Bausparkasse als Einzimmerunternehmen und ihre weiteren Entwicklung zu einem namhaften Branchenriesen der Finanzdienstleistung ausgestellt. Das ehemalige Wohnhaus ist die erste Station des Bauspargeschichtlichen Rundweges durch das Dorf Wüstenrot.

## Gemeinschaft der Freunde (GdF)
Georg Kropp, ein gelernter Drogist, Naturliebhaber, Pilzsammler, Kriegsberichterstatter und zeitweiliges Mitglied der Guttempler, gründete 1921 den Verein Gemeinschaft der Freunde (GdF) in Wüstenrot. Schon im Jahr 1920 veröffentlichte er sein Buch Aus Armut zum Wohlstand, in dem er erste Ideen zu einer Art von kollektivem Sparen, genannt Bausparen, beschrieb. Die GdF nahm 1924 ihre Tätigkeit als Bausparkasse im Wohnzimmer von Georg Kropp auf. Kropp war Geschäftsführer und Schriftleiter der hauseigenen Zeitschrift Mein Eigenheim. Schon 1926 hatte sich die Belegschaft, die ursprünglich aus sechs Mitarbeitern bestand, auf etwa 300 Mitarbeiter verfünfzigfacht. 1930 wurde der Sitz des Unternehmens gegen den Willen Kropps von der damaligen 500-Einwohner-Gemeinde Wüstenrot nach Ludwigsburg verlegt. Daraufhin trat Georg Kropp von allen Ämtern zurück und gründete die wenig erfolgreiche Neue Bausparkasse, kurz NBK oder Kroppkasse genannt. Bereits 1934 befand sie sich in der Liquidation.

## Bauspar-Museum
Pauline Kropp, die Ehefrau Georg Kropps, erwarb 1920 eine Haushälfte des Hauses in der Haller Straße für 14.000 Mark. Voreigentümer war ein Schuhmachermeisters namens Hermann Weber.
Im Jahre 1984 wurde in Kropps ehemaliger Bauernhaushälfte aus dem 18. Jahrhundert in Wüstenrot eine Gedenkstätte eingerichtet, die 1996 zum Bauspar-Museum erweitert wurde. Neben Dokumenten zum Leben und Werk, Schreibtischen, Stühlen und Aktenschränken Georg Kropps ist die Ausstellung der Entstehung und Verbreitung des Bausparwesens im Allgemeinen gewidmet.
- Raum 1 im Obergeschoss ist das ehemalige Wohn- und Esszimmer der Familie Kropp. In der Mitte des Raumes steht der Arbeits- und Esstisch mit einer historischen Schreibmaschine der Marke Continental. Diese Schreibmaschine behielt Kropp eigenmächtig in seinem Besitz nach seinem Ausscheiden aus der GdF 1930 trotz einer Anmahnung auf Rückgabe.[2]

- Raum 2 im Obergeschoss ist das ehemalige Schlafzimmer der Familie Kropp. Der Raum thematisiert das Bausparwesen im Allgemeinen. Stichtag September 1932 waren im Deutschen Reich 336 Bausparkassen registriert.[3]

- Raum 3 im Obergeschoss ist die ehemalige Küche der Familie Kropp. Der Raum hat den Besuch des Bundespräsidenten Theodor Heuss zum Thema, der die Hauptverwaltung in Ludwigsburg am 29. August 1954 in Begleitung des Aufsichtsratsvorsitzenden und Landtagspräsidenten a. D. Wilhelm Keil besuchte.

- Raum 4 im Erdgeschoss wird bestimmt von einem Modell (Maßstab 1:250) der Bauten des Wüstenrot-Konzerns in Ludwigsburg und Kornwestheim. An der Wand des Raumes hängt eine Karte von Wilhelm Kaufmann über die Verbreitung des Bausparens. Die Karte wurde anlässlich des V. Bausparkassen-Welt-Kongresses 1935 in Salzburg verwendet.

- Raum 5 widmet sich den Wüstenrot-Werbegraphiken von 1925 bis 1935. Ein dreidimensionales GdF-Werbeholzschild kam vornehmlich bei österreichischen Haus-Ausstellungen zum Einsatz.

- Raum 6 widmet sich der Werbestrategien anderer Bausparkassen wie dem Beamtenheimstättenwerk.

- Raum 7 im Erdgeschoss beendet den kleinen Rundgang durch die Geschichte des Bausparens mit einer kleinen bauspargeschichtlichen Bibliothek.

Erwähnenswert ist auch der voll funktionsfähige Verkaufsschulungskoffer im Treppenhaus des Gebäudes. Zur GdF gehörte auch ein aufwändig umgestalteter Personenkraftwagen, der als bewegliches Anschauungsmodell bei Werbeveranstaltungen in ganz Deutschland eingesetzt wurde. Auch von diesem Fahrzeug werden Bilder in dem Museum gezeigt.